# 尉文通
尉文通（?—?），隋朝隋炀帝时的起义领袖。

## 生平
大业六年（610年）六月，雁门尉文通聚众三千人，据保莫壁谷。隋炀帝派遣鹰扬府杨伯泉击破尉文通。
尉文通起事的时间，比通常认为隋末民变的首发者王薄还要早一年。

## 文艺形象

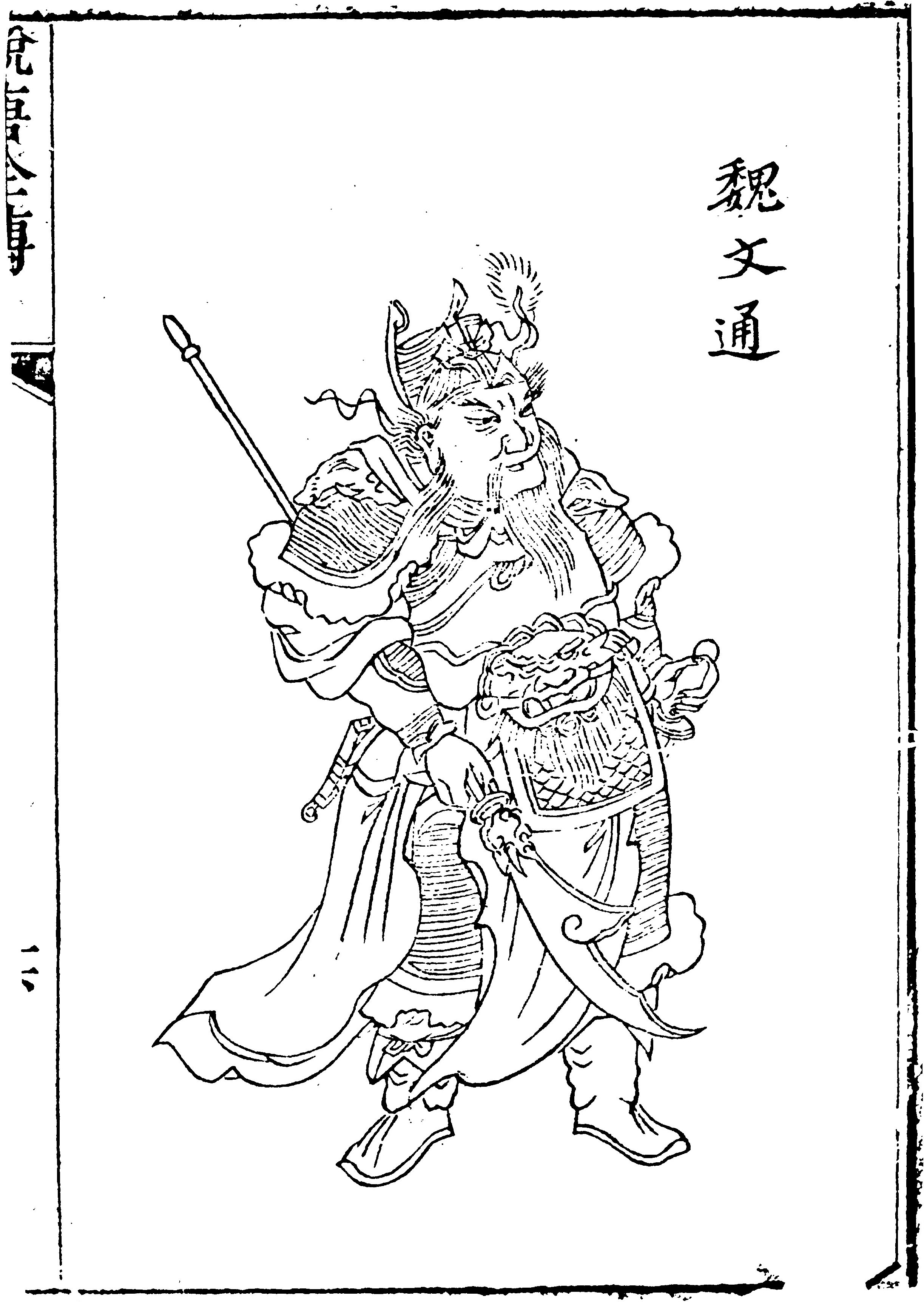
《說唐》，魏文通

在清朝小说《说唐》里尉文通作魏文通，隋唐第九條好漢，是靠山王杨林的部下，潼关元帅，面貌酷似三國時代的關雲長，掌中一口大刀，所以人送外号“花刀将”，在秦瓊反出山東時被其令箭哄騙放行出關，在靠山王楊林到達點破後，待罪立功從後追趕，魏文通雖藝勝秦瓊，但被賈柳店群英阻攔導致屢追不上，好不容易在石龍橋遇到秦瓊馬陷河床，卻被來援的王伯當兩箭射中左右手狼狽敗退，從此與瓦崗山諸將結下樑子，在楊林一打瓦崗寨失敗後奉命二征，卻被剋星神箭王伯当射中咽喉而死。